# Білик Леонід Іванович
Леоні́д Іва́нович Бі́лик (нар. 8 листопада 1971) — селищний голова Дубов'язівської селищної громади.

## Життєпис
Народився 8 листопада 1971 року. 
Закінчив Путивльський педагогічний коледж. У 1993—2000рр. Працював вчителем початкових класів у загальноосвітній школі села Чернеча Слобода. У 2000 році став директором Чернечослобідської школи, пробув на посаді до 2010 року. У 2010—2018 рр. працював заступником голови Буринської районної ради. З грудня 2020 року — голова Дубов'язівської селищної громади.

## Нагороди
- Орден «За заслуги» III ступеня (6 грудня 2024) — за вагомий особистий внесок у державне будівництво, розвиток місцевого самоврядування, самовіддане виконання службового обов'язку в умовах воєнного стану, вірність Українському народові[2].
- 4 квітня 2023 року командир 211-о спеціального батальйону Володимир Лаврик  вручив Орден Спасителя[3]
- Відзнака президента України «За оборону України»[4].